# 夏のエアメール
『夏のエアメール』（なつのエアメール・Air Mail in Summer）は、近藤真彦の12枚目のオリジナル・アルバム。1989年7月19日に発売された。発売元はCBS/SONY RECORDS。

## 解説
前作『Japan』から8ヶ月ぶりの新作。近藤の25歳誕生日当日に発売された。6曲入ミニ・アルバム仕様。
近藤の誕生日当日に発売されたアルバムは1981年以来8年ぶり。
公式のLP販売は無いが有線放送用に制作された。
CDは初回生産のみピクチャーCD仕様。
先行シングル「Just For You」がカップリング曲ともに、アルバム・ヴァージョンで収録されている。

## 収録曲
全編曲：Joe Harnell
1. せめて窓辺の月に
  - 作詞：戸沢暢美／作曲：J.N.Donovan・ Leon Walker
2. バーボン・ウィスキー・リバー
  - 作詞：戸沢暢美／作曲：Leon Walker
3. Rain
  - 作詞：魚住勉／作曲：Mark Davis
  - 「Just For You」のカップリング曲
  - 表記は無いが生演奏に差し替えられたアルバム・バージョン。
4. Just For You
  - 作詞：湯川れい子／作曲：Mark Davis
  - 表記は無いが生演奏に差し替えられたアルバムバージョン。
5. 夏のエアメール
  - 作詞：戸沢暢美／作曲：J.N.Donovan・Leon Walker
6. ワンダフルNo
  - 作詞：戸沢暢美／作曲：J.N.Donovan・Leon Walker